# Mick Jagger
Sir Michael Philip "Mick" Jagger (n. 26 iulie 1943, Dartford, Anglia, Regatul Unit) este un interpret rock, actor, compozitor, producător și om de afaceri britanic. El este cunoscut mai ales în calitatea sa de vocalist al formației rock 'n' roll The Rolling Stones.

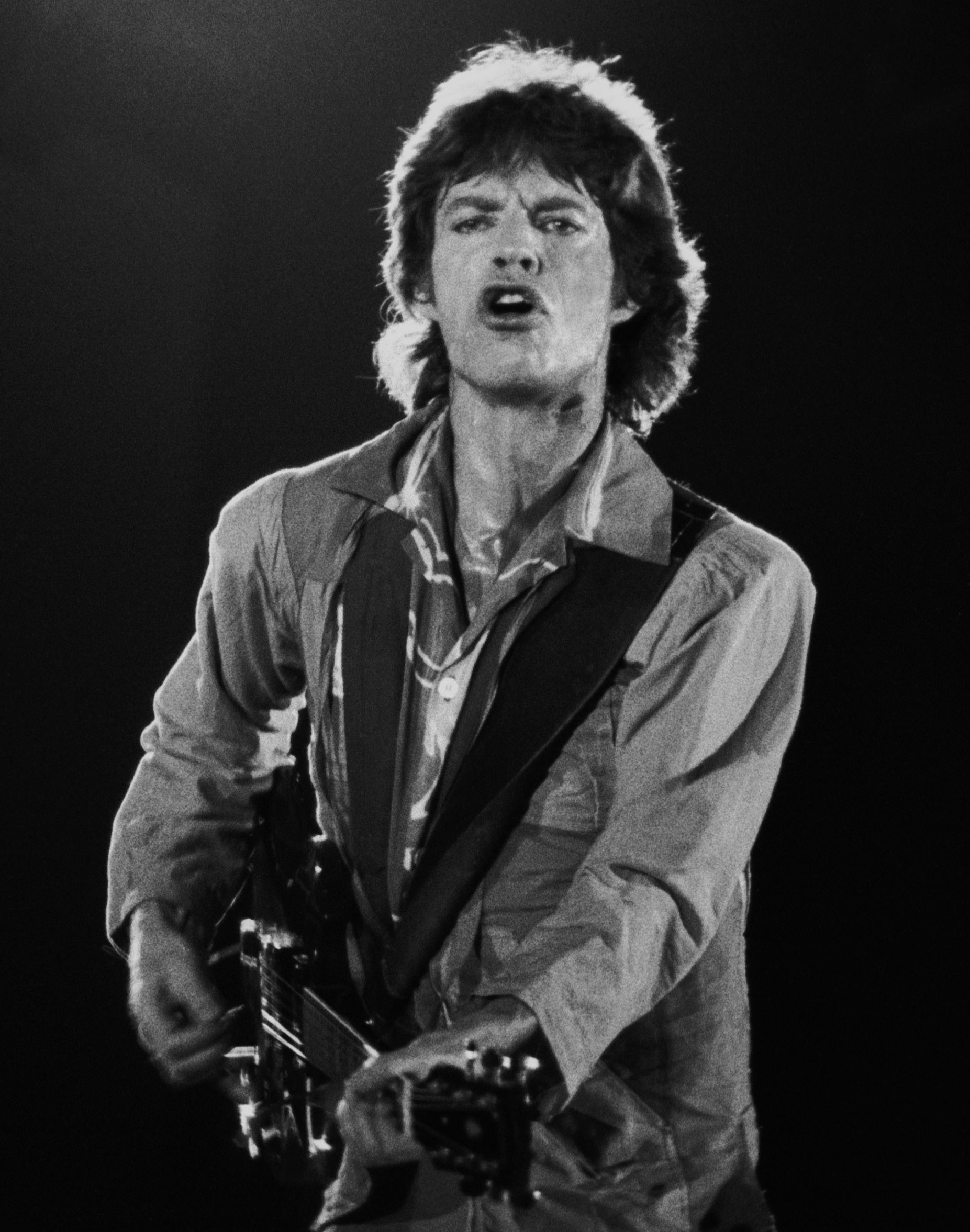
Mick Jagger în Torino, 1982

## Discografie

### Albume solo
- She's the Boss (21 februarie 1985)
- Primitive Cool (14 septembrie 1987)
- Wandering Spirit (9 februarie 1993)
- Goddess in the Doorway (19 noiembrie 2001)
- The Very Best of Mick Jagger (1 octombrie 2007)

### Soundtrack
- Alfie (18 octombrie 2004)